# Tang Jing
Tang Jing (en chino: 唐婧; 8 de junio de 1995) es una deportista china que compite en judo.
Ganó dos medallas en los Juegos Asiáticos, en los años 2018 y 2022, y dos medallas de bronce en el Campeonato Asiático de Judo, en los años 2019 y 2022.

## Palmarés internacional
| Juegos Asiáticos    | Juegos Asiáticos       | Juegos Asiáticos  | Juegos Asiáticos |
| Año                 | Lugar                  | Medalla           | Categoría        |
| ------------------- | ---------------------- | ----------------- | ---------------- |
| 2018                | Yakarta (Indonesia)    | Medalla de bronce | –63 kg           |
| 2022                | Hangzhou (China)       | Medalla de plata  | –63 kg           |
| Campeonato Asiático |                        |                   |                  |
| Año                 | Lugar                  | Medalla           | Categoría        |
| 2019                | Fujairah (EAU)         | Medalla de bronce | –63 kg           |
| 2022                | Nursultán (Kazajistán) | Medalla de bronce | –63 kg           |